# Fanucci Editore
Fanucci Editore è una casa editrice italiana con sede a Roma fondata nel 1971 e particolarmente nota nel campo della narrativa di fantascienza e del fantastico.

## Storia
Venne fondata nel 1971 da Renato Fanucci esordendo con opere di genere fantastico sviluppando come campo principale la fantascienza, quindi più in generale narrativa di genere, includendo anche horror, fantasy e thriller. Si dedica anche alla produzione di romanzi per ragazzi e per adolescenti.
Alla morte del fondatore nel 1990, è succeduto il figlio Sergio alla guida dell'azienda il quale presiede dal 2005 il Comitato dei piccoli editori e nel 2006 è presidente della sezione italiana di IBBY (International Board on Books for Young People). L'azienda nel 2006 aveva un bilancio di 5 milioni di euro (33 volte quello iniziale). Nel 2011 il gruppo Fanucci è divenuto il secondo editore per importanza con sede a Roma, con tre marchi, Fanucci editore, Leggereditore e Timecrime. Possiede una libreria a Roma aperta nel 2014.
Tra i successi editoriali prima i romanzi della serie X-Files, quindi la narrativa di Philip K. Dick dal 1996, di cui la Fanucci possiede i diritti esclusivi per l'Italia dal 1999, autore di cui ha pubblicato a partire dal 2000 tutte le opere in un'apposita collana.
Nel 2020 viene annunciato il suo ingresso nel gruppo editoriale Rusconi Libri.

## Collane
- Futuro. I Pocket di Fantascienza (1972-1973), 6 volumi.
- Futuro. Biblioteca di Fantascienza (1973-1981), 50 volumi.
- Orizzonti. Capolavori di Fantasia e Fantascienza (1973-1983), 28 volumi.
- Enciclopedia della Fantascienza (1977-1988), 21 volumi.
- Il Libro d'Oro della Fantascienza (1978-2008), 144 volumi.
- Sidera nello spazio e nel tempo (1982-1983), 11 volumi.
- I Libri di Fantasy. Il Fantastico nella Fantascienza (1982-1996), 53 volumi.
- I Miti di Cthulhu (1985-1993), 42 volumi.
- Il Meglio di Weird Tales (1987-1990), 23 volumi.
- I magici mondi di Asimov (1987-1991), 8 volumi.
- Biblioteca di Fantascienza (1988-1996), 43 volumi.
- I Maestri del Fantastico (1989-1991), 11 volumi.
- I Classici della Fantascienza e della Fantasy (1989-1992), 9 volumi.
- Dark Fantasy (1991-1992), 7 volumi.
- Economica Tascabile (1992-2002), 143 volumi.
- I Maestri dell'Orrore (1993-1996), 10 volumi.